# Болгарська державна залізниця
Болгарські державні залізниці (болг. Български държавни железници; більш відома за аббревіатурою БДЖ) — державна компанія в Болгарії, яка є найбільшим залізничним оператором країни.

## Загальні дані
До 2002 року підтримує в країні основну частину залізничної інфраструктури, яка тоді була відокремлена в Національну компанію «Залізнична інфраструктура».
Компанія традиційно будує своє існування на значних державних субсидіях. У 2008 році, в додаток до них, для поїздок певних категорій пасажирів, компанія отримує і 135,5 млн. левів прямої державної допомоги, але навіть з таким фінансуванням БДЖ завершує рік з більш ніж 9 мільйонами левів втрат.
З 1990-х років БДЖ переживає сильну конкуренцію з автомобільним транспортом. За період з 1990 року до 2005 року спостерігається значне скорочення її діяльності:
- на 67% менша кількість перевезених пасажирів;
- на 70% менша кількість пройдених километрів;
- на 68% менша кількість перевезенних вантажів;
- на 63% менше тонно-километри.[2]

## Історія
Перша залізнична лінія в сучасних болгарських кордонах — це лінія Русе-Варна. Рішення про її будівництво прийнято у вересні 1861 року. Лінія була побудована англійською компанією з головними акціонерами — братами Берклі, які отримали концесію на це від османського уряду у 1863 році. Лінія відкрита для руху 7 листопада 1866 року, а її довжина склала 223 км. Лінія Мездра-Відін була відкрита в 1913 році, а Підбалканська лінія (Бургас-Карлово-Софія) — у 1952 році.
У 1874 році англійська компанія передає залізницю в експлуатацію компанії барона Моріса де Хірша, а вже 1888 року компанію купує болгарська держава. У період 1870—1874 роках барон Хірш будує ділянку залізничної лінії Любимець–Белово, з гілками до Тирново Сеймен (Симеоновград)—Нова Загора—Ямбол. Загальна довжина залізничних колій у власності барона Хірша в Південній Болгарії складає всього 309,6 км. З 1909 року ці колії переходять до державної власності.
Закон щодо проектування і будівництва залізничної мережі від 1895 року визначає первинні залізничні лінії (шириною 1435 мм) і вторинні (половина норми — ширина 750-800 мм).
У 1936 році в БДЖ працює 17 751 робітник, з яких 5200 в Софії.  
Електрифікація болгарської залізниці починається з 1963 року. Перша двостороння ділянка між Варною та Синделом була відкрита у 1964 році.
Відповідно до сучасної практики Європейського союзу в 2002 році підтримка залізничної мережі здійснюється окремою організацією — Національна компанія «Залізнична інфраструктура». БДЖ продовжує експлуатацію рухомого складу разом з опорними спорудами. 
Зроблені перші кроки щодо демонополізації ринку, для чого було надано ліцензію другому залізничному оператору в 2004 році.

## Залізничний парк
Болгарська державна залізниця має 749 одиниць дизельного рухомого складу, з них 642 призначені для нормальної ширини колії, 45 — для колій шириною 760 мм і 32 дизельних агрегата (25 — для нормальної ширини колії, 7 — для колії шириною 760 мм).
Паровий рухомий склад має 1159 одиниць, з них 1154 - це парові локомотиви і 5 парових агрегатів. Відповідно, вони вже були замінені на машини з дизельною і електричною тягою. Електричний рухомий склад становить 575 одиниць, з них 405 локомотиви і 170 електричних дрезин.
Весь рухомий склад з моменту створення БДЖ до сьогодні складається з 80 серій приблизно 97 конструктивних різновидів. Найбільш потужні електричні локомотиви в БДЖ — це серія 46. Вони були доставлені в 1986—1987 роках, а побудовані на заводі ELECTROPUTERE, Крайова з потужністю 5100 кВт. Локомотиви цієї серії використовуються здебільшого для обслуговування експрес-поїздів (як нині їх називають «прискорені швидкі поїзди»). Найпотужніші дизель–електричні локомотиви, що обслуговують поїзди на неелектрифікованих лініях в Болгарії відносяться до серії 07. Нові німецькі електролокомотиви Siemens Dispolok мають потужність 6400 кВт.
Найновіші одиниці тягового рухомого складу, доставлені 2005 року компанією «Siemens транспортні системи», це 25 двувагонних дизельних поїздів Desiro Classic серії 10. У 2007 і 2008 рр. повторна доставка від «Сіменс транспортні системи» складає 15 тривагонних електричних агрегата Siemens Desiro серії 30 та 10 чотиривагонних агрегата серії 31.

## Потяги
Національний залізничний перевізник пропонує своїм клієнтам поїздки на середні та далекі відстані у наступних категоріях пасажирських поїздів:
- швидкісний поїзд з обов'язковим бронюваннямя (болг. БВЗР, RБВ);
- швидкий поїзд (болг. БВ);
- пасажирський поїзд (болг. ПВ);
- приміський пасажирський поїзд (болг. КПВ).

Швидкісні потяги з обов'язковим бронюванням (болг. БВЗР) - це прямі нащадки торгової категорії "експрес", що залишилася в минулому. Розклад швидкісних поїздів з обов'язковим бронюванням складається на основі ретельного аналізу пасажиропотоку на основних залізничних магістралях. Основне і непорушне правило при складанні графіка руху швидкісних поїздів з обов'язковим бронюванням є умова, що вони зупиняються на мінімальній кількості станцій, що забезпечує їх максимально швидке пересування з точки А в точку Б по маршруту. Для експресного руху цієї категорії потягів значення мають ще і гарний технічний стан локомотивного та рухомого парку составу, який має залізничний оператор.
Холдинг „Болгарськя державна залізниця“ підтримує і використовує такі швидкісні потяги з обов'язковим бронюванням:
- БВЗР „Золоті піски“ 2601/2602 Софія – Варна – Софія через Горішня Оряховиця;
- БВЗР „Чайка“ 3601/3602 Софія – Бургас – Софія через Карлово;
- БВЗР „Сонячний Берег“ 8611/8612 Софія – Бургас – Софія через Пловдив;
- БВЗР „Блакитний Дунай“ 4611/4612 Русе – Софія – Русе.

У 2017 році (з 1 липня 2017 р.) вперше в історії БДЖ, завдяки капітальному ремонту з європейським фінансуванням Першої і Восьмої залізничних ліній, став можливим регулярний рух БВЗР з максимальною швидкістю 150 км/год.  Це був БВЗР „Сонячний Берег“, який обслуговується модернізованими в Končar Elloc – Zagreb електричними локомотивами серії 46 200 і вагонами серії 21–50 (купе другого класу), 10–50 (купе першого класу) і 84–97 (вагони-бістро) (див. Фотогаларею).

## Галерея

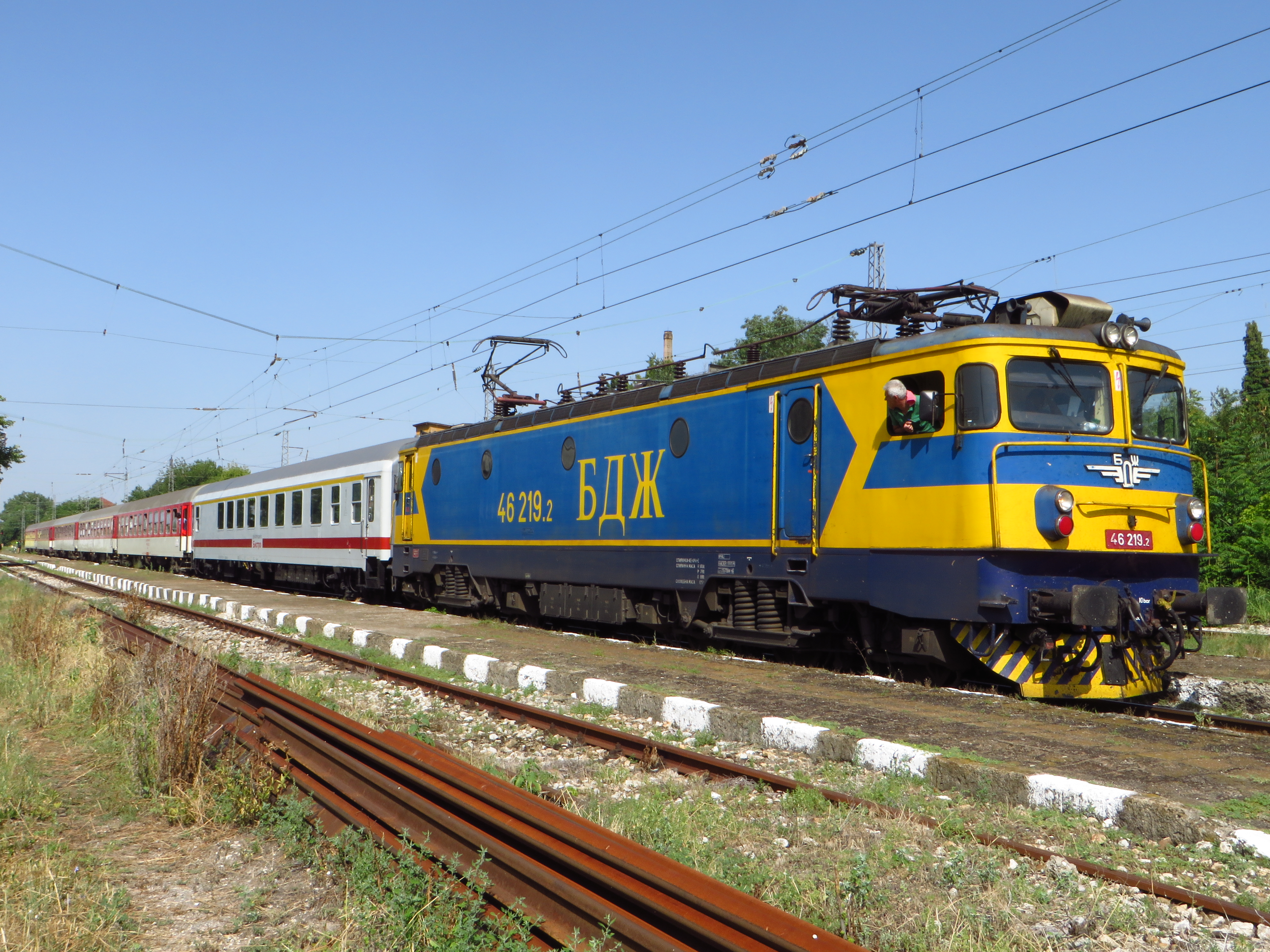
46 219.2 з RБВ 8611 „Сонячний Берег“ на станції Чирпан в перший день нового графіку зі швидкістю 150 км/год. – 1 липня 2017 р.
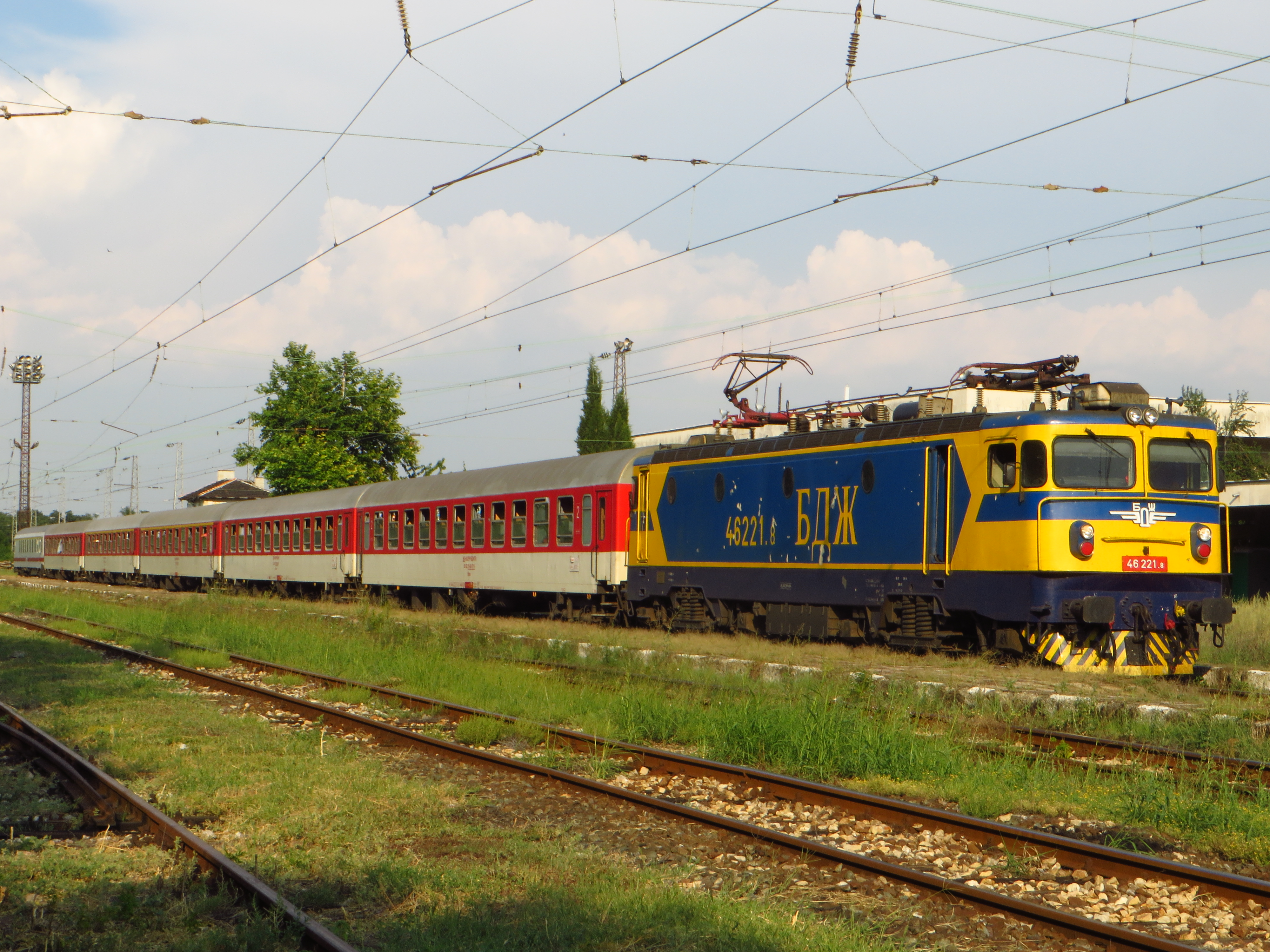
46 221.8 з RБВ 8612 „Сонячний Берег“ на станції Чирпан – 5 серпня 2017 р.
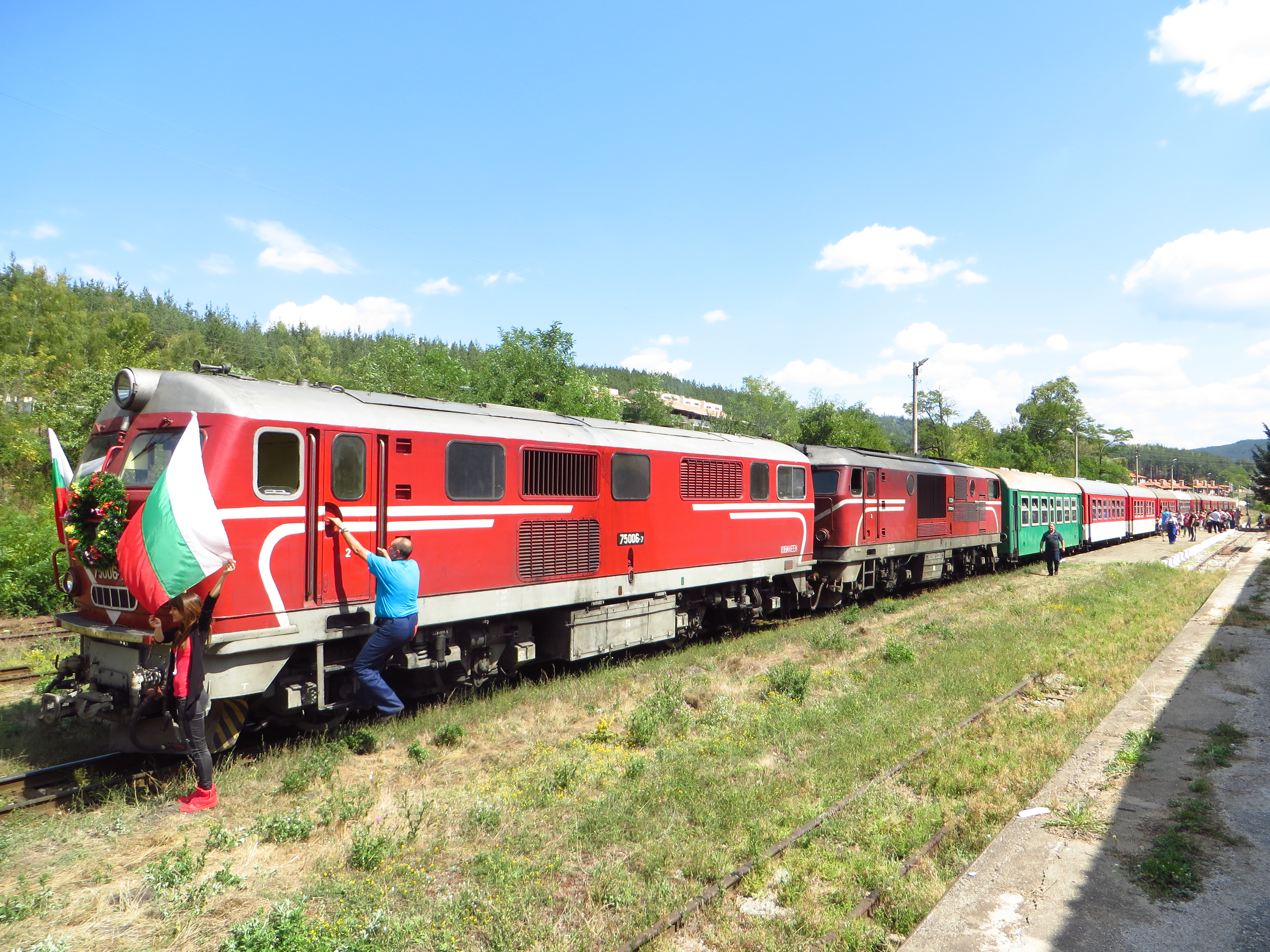
75 006.7 + 77 009.9 з ПВ 16106 „Юндола“ Добрініште – Септемврі, за декілька хвилин перед відправленням зі станції Добриініште, 4 вересня 2016 р. В цю дату святкують 100–річчя від дня появи ідеї будівництва залізничної лінії номер 16 (Родопська вузькоколійна) і 90-річчя від дня реалізації будівництва лінії в повну довжину. На честь свята потяги 16103/16106 "Юндола" були пущені в святковому складі з 12 вузкоколійних вагонів з двома локомотивами. Було проведено спеціальну святкову програму як у самому потязі, так і на всіх станціях по маршруту. Святкування було організовано добровільно громадським товариством   „За вузькоколейні потяги“. До святкового маршруту долучилися близько 400 громадян зі всієї Болгарії.
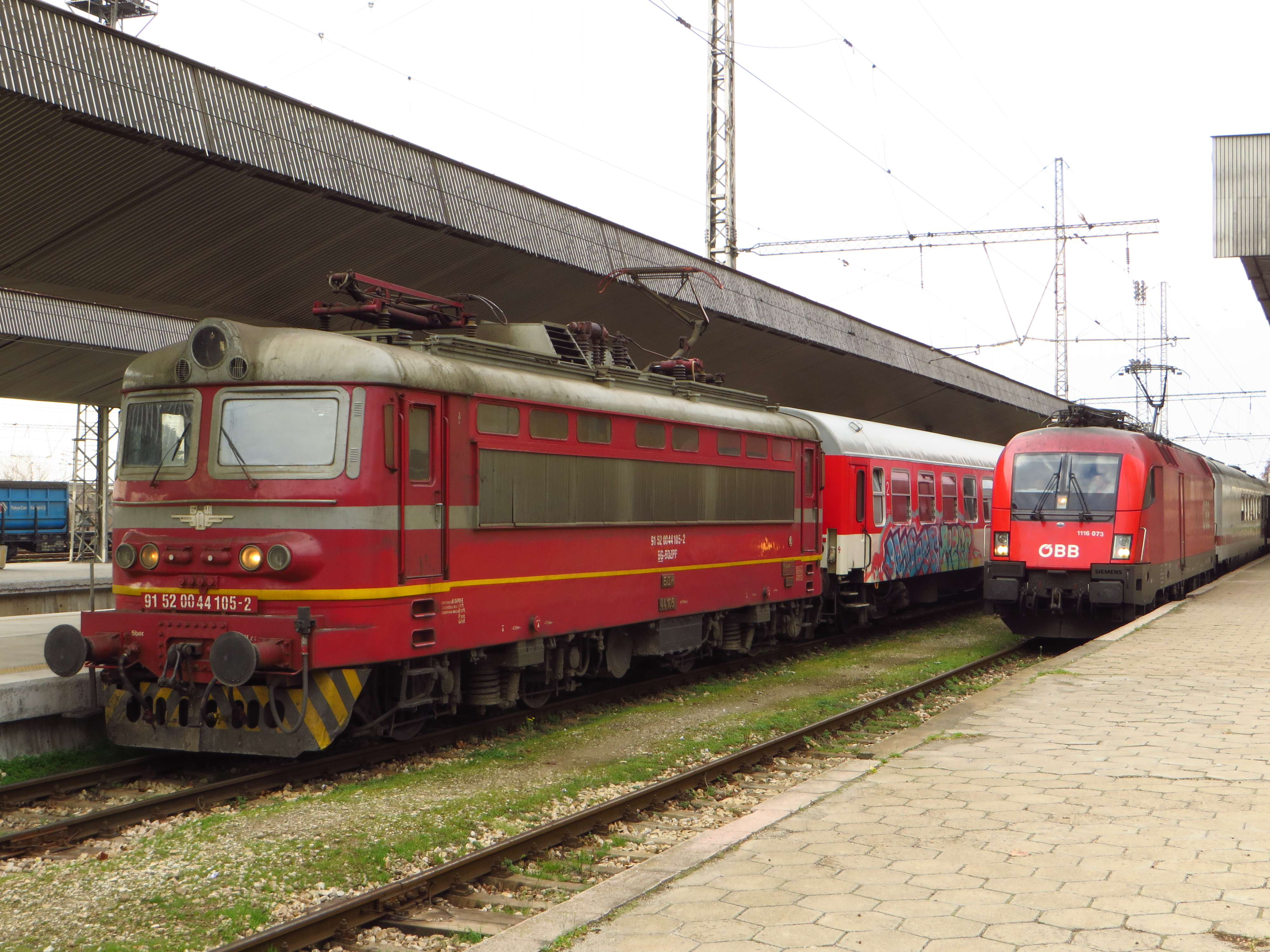
44 105.5 з пасажирським потягом 40102 Стара Загора – Горна Оряховица і Siemens Taurus 1116 073 – 8 зі спеціальним потягом для тестування Восьмої залізничної лінії після капітального ремонту на дільниці Стара Загора – Бургас, з максимальною швидкістю від 160 км/год. Станція Стара Загора – 31 березня 2017 р.
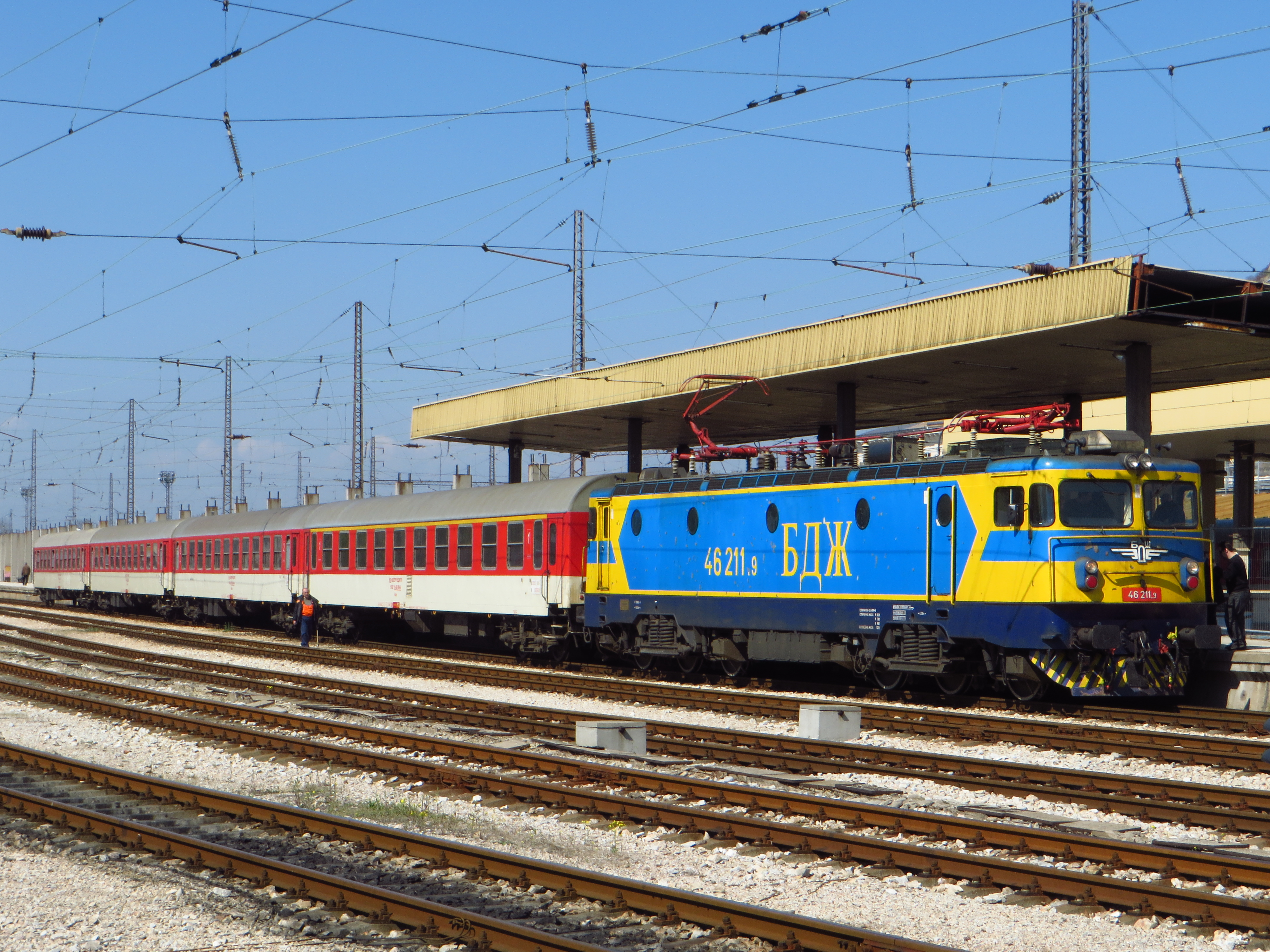
46 211.9 зі швидкісним потягом 1621 Софія – Свіленград, за декілька хвилин перед відправленням з Центральної залізничної станції в місті Пловдив – 11 квітня 2017 р.
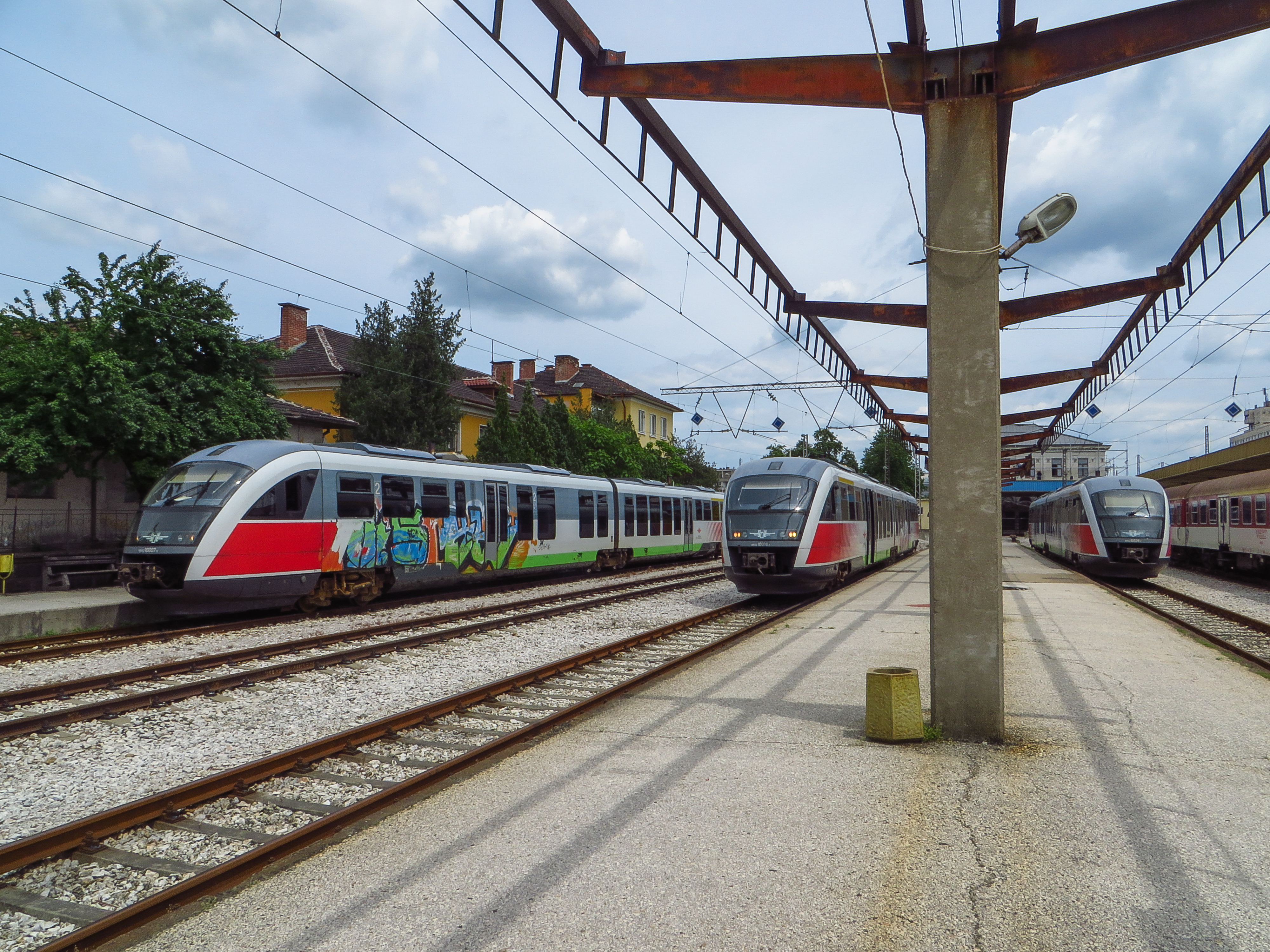
3 x Siemens Desiro DMU; Зліва направо:10 007/10 008 з КПВ 82208 Пловдив – Карлово; 10 016/10 015 з КПВ 81204 Пловдив – Панагюрище; 10 028/10 027 з КПВ 18206 Пловдив – Пещера, відповідно на 6-тій, 4-тій і 3-тій колії на Центральній залізничній станції в місті Пловдив – 16 травня 2017 р.
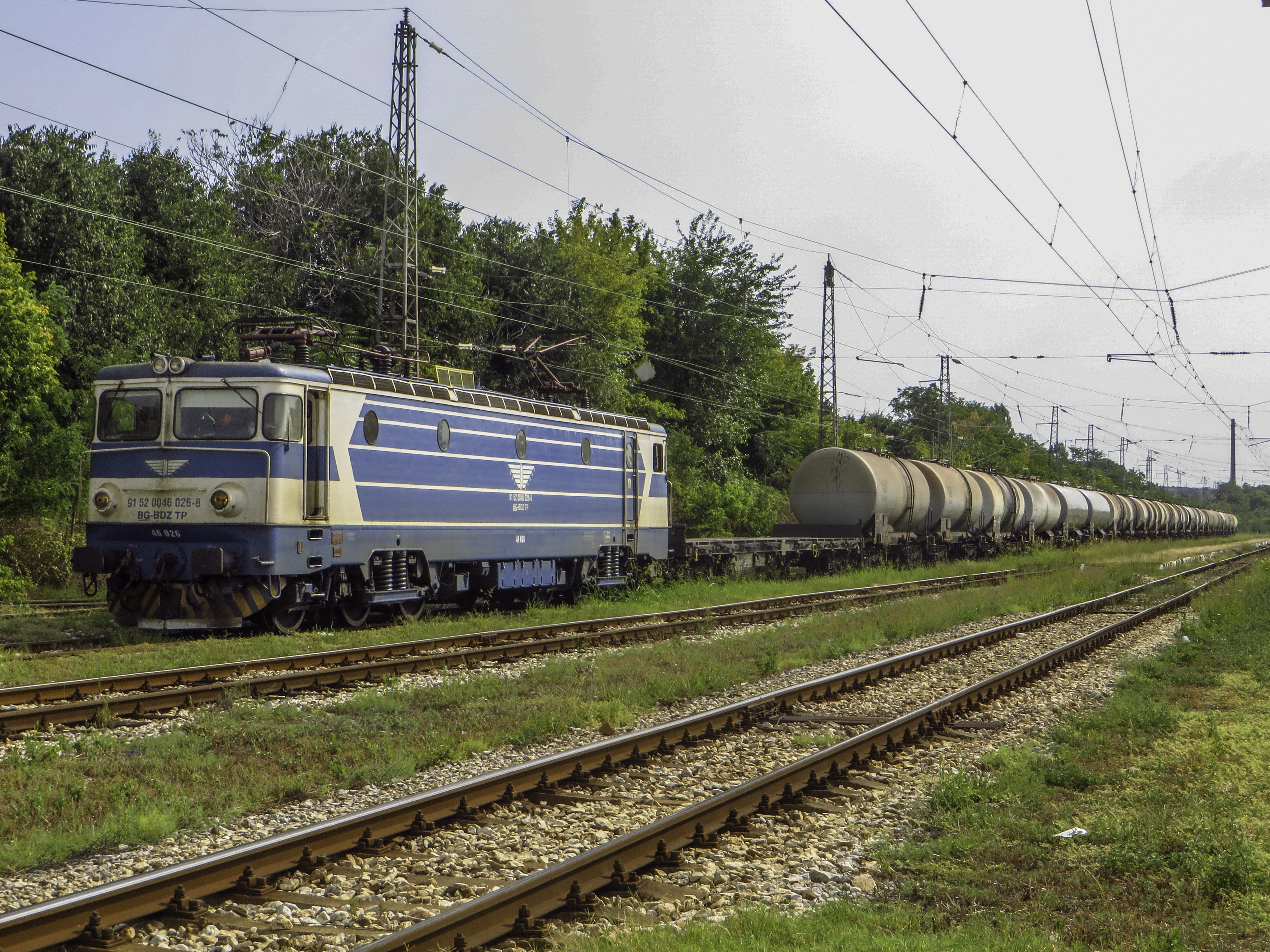
Потяг БДЖ – „Товарні перевезення“ ТОВ (BDZ Cargo) – ДТВ 80602 з локомотивом 46 026.1 на станції Чирпан – 13 серпня 2017 р.

## Рухомий склад
- Список рухомого складу БДЖ